# Bibliotekarze (serial telewizyjny)
Bibliotekarze – przygodowy amerykański serial telewizyjny z elementami fantasy wyprodukowany przez Electric Entertainment. Serial jest kontynuacją serii filmów Bibliotekarz. Serial był emitowany od 7 grudnia 2014 roku do 7 lutego 2018 roku przez TNT.
W Polsce serial był emitowany od 8 grudnia 2014 roku do 1 kwietnia 2018 roku przez Universal Channel. Ze względu na spadającą oglądalność, stacja zdecydowała się na anulowanie produkcji po czterech sezonach, a jego twórca Dean Devlin ogłosił zamiar przeniesienia serialu do innej telewizji.

## Fabuła
Serial skupia się wokół pewnej czwórki: Eve Baird, Jacobie Stone, Cassandrze Cillian oraz Ezekielu Jonesa, którzy zostali wybrani przez Bibliotekę do pracy w niej.
Flynn Carson jest dotychczas najdłużej urzędującym bibliotekarzem w całej historii Biblioteki. Przetrwał bez strażniczki dziesięć lat, jednak niespodziewanie Biblioteka wysłała Eve Baird zaproszenie do pracy jako strażniczka. Flynn i Eve zauważają fakt, że ktoś zabija kandydatów na tę posadę. Wyruszają z misją by uratować przyszłych bibliotekarzy, którymi są:  Jacob Stone, Cassandra Cilliam i Ezekiel Jones. Od tej pory razem chronią ludzi przed magią.

## Obsada
- Noah Wyle – Flynn Carson[5]
- Rebecca Romijn – pułkownik Eve Baird, agentka antyterrorystyczna[5]
- Christian Kane – Jacob Stone, pracownik naftowy z Oklahomy z wysokim IQ, specjalista w dziedzinie historii sztuki[5]
- Lindy Booth – Cassandra Cillian, genialna matematyczka. Żyje z nieoperowalnym guzem mózgu wielkości winogrona. Odkryto go gdy miała 14 lat. W każdej chwili może zacząć ją zabijać, ale nikt nie potrafi powiedzieć kiedy. Stara się jak najrzadziej o tym myśleć. Ma też dobrą stronę: Guz potęguje jej zdolności intelektualne. Dzięki którym jest geniuszem nauk ścisłych[5] Kiedy musi dokonać skomplikowanych obliczeń, cyfry i symbole matematyczne pojawiają się przed jej oczami niczym otaczająca ciało mgła. Przesuwa je rękami, co skutkuje szybkim liczeniem (widzowie mogą to zobaczyć).
- John Kim – Ezekiel Jones, złodziej i specjalista od technologii[5]
- John Larroquette – Jenkins, pracuje w Bibliotece, posiada ogromną wiedzę z zakresu pradawnych artefaktów. Koordynuje misje[5].
- Bob Newhart jako Judson[5]
- Jane Curtin jako Charlene[5]
- Matt Frewer jako Dulaque, przywódca Bractwa Węża[5]
- Bex Taylor-Klaus jako Amy Meyer[6]

W drugoplanowych rolach i epizodach wystąpili m.in.: Vanessa Williams, Tricia Helfer, Rene Auberjonois, Sean Astin, Gloria Reuben, Jeff Fahey, John de Lancie, Cary-Hiroyuki Tagawa, Brent Spiner.

## Odcinki
| Sezon | Sezon | Odcinki | Oryginalna emisja TNT | Oryginalna emisja TNT | Oryginalna emisja Universal Channel | Oryginalna emisja Universal Channel | Oryginalna emisja Universal Channel |
| Sezon | Sezon | Odcinki | Premiera sezonu       | Finał sezonu          | Premiera sezonu                     | Finał sezonu                        |                                     |
| ----- | ----- | ------- | --------------------- | --------------------- | ----------------------------------- | ----------------------------------- | ----------------------------------- |
|       | 1     | 10      | 7 grudnia 2014        | 18 stycznia 2015      | 8 grudnia 2014                      | 1 lutego 2015                       |                                     |
|       | 2     | 10      | 1 listopada 2015      | 27 grudnia 2015       | 8 listopada 2015                    | 3 stycznia 2016                     |                                     |
|       | 3     | 10      | 20 listopada 2016     | 22 stycznia 2017      | 27 listopada 2016                   | 29 stycznia 2017                    |                                     |
|       | 4     | 12      | 13 grudnia 2017       | 7 lutego 2018         | 21 stycznia 2018                    | 1 kwietnia 2018                     |                                     |

## Produkcja

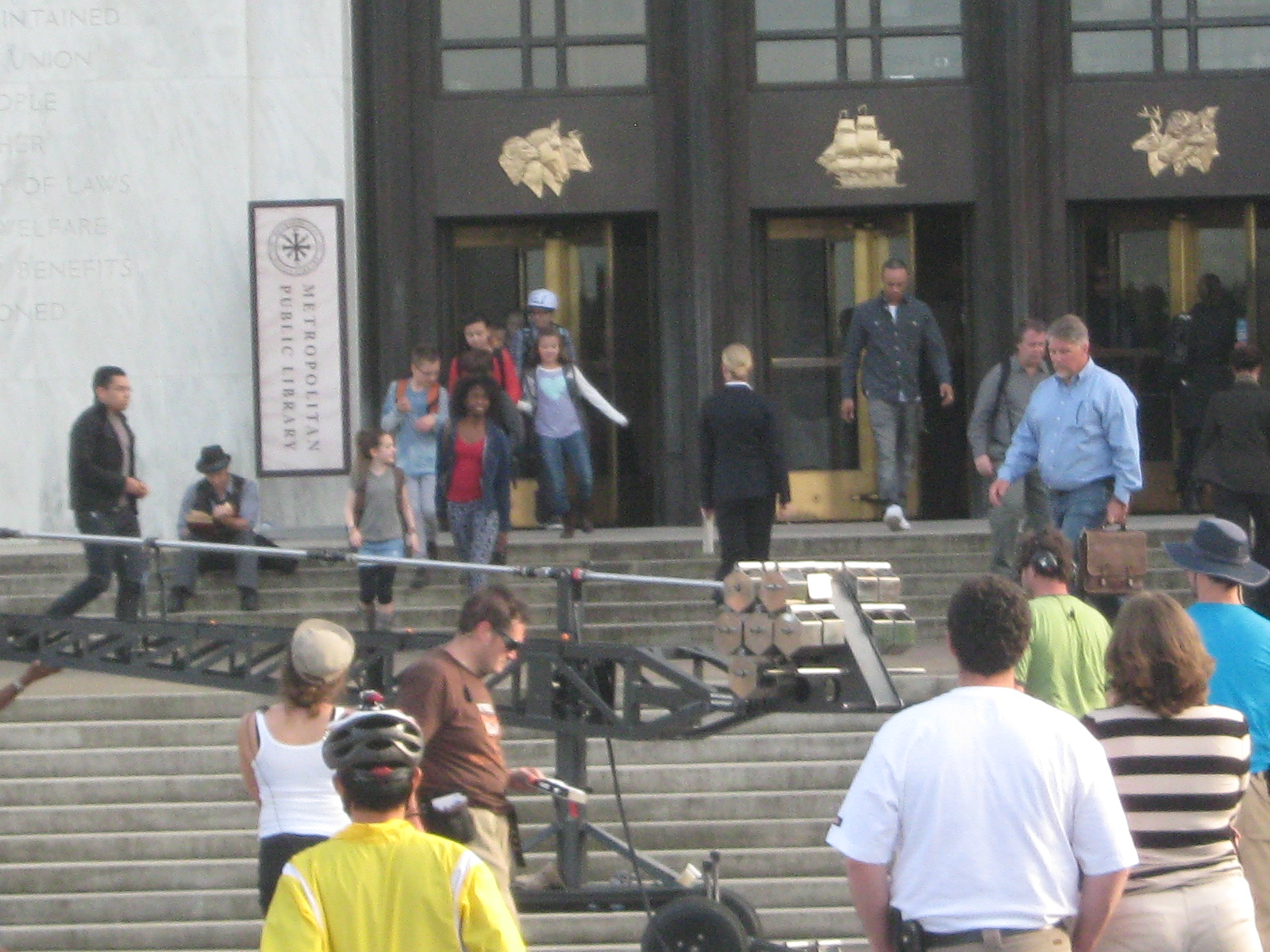
Kapitol Stanowy Oregonu, posłużył kilkakrotnie filmowcom jako Biblioteka Miejska.

11 kwietnia 2014 roku, TNT zamówiła pierwszy sezon serialu, który składa się z 10 odcinków. 12 lutego 2015 roku, stacja TNT zamówiła 2 serię. 16 grudnia 2015 roku, stacja TNT przedłużyła serial o trzeci sezon.
24 stycznia 2017 roku stacja przedłużyła serial o czwarty sezon.